# Upplands runinskrifter 1168
Upplands runinskrifter 1168 är en vikingatida runsten av granit vid Österunda kyrka, Österunda socken och Enköpings kommun. Runstenen är 1,9 meter hög och 1,2 meter bred. Stenen lades som tröskelsten i kyrkan redan under medeltiden och dess ursprungliga plats är inte känd.

## Inskriften
Translitterering av runraden:
...u(i)tr × auk × kisl(a)uig × þaun × lti sa ×  ierunt × s(u)- ...-...-...- × risti × at ...
Normalisering till runsvenska:
''...uitr ok Gislaug þaun letu ræisa(?) [at] Iærund su[n] ... risti at ...
Översättning till nusvenska:
... och Gislög de läto resa (stenen efter) Järund ... reste efter ...